# Sărăzani, Timiș
Sărăzani este un sat în comuna Bârna din județul Timiș, Banat, România. Este situată în imediata vecinătate a localității Bârna. Este o localitate mică cu o populație de 210 locuitori (2002) și nu mai mult de 100 de case. La 7 km se află lacul Surduc.

## Legături externe

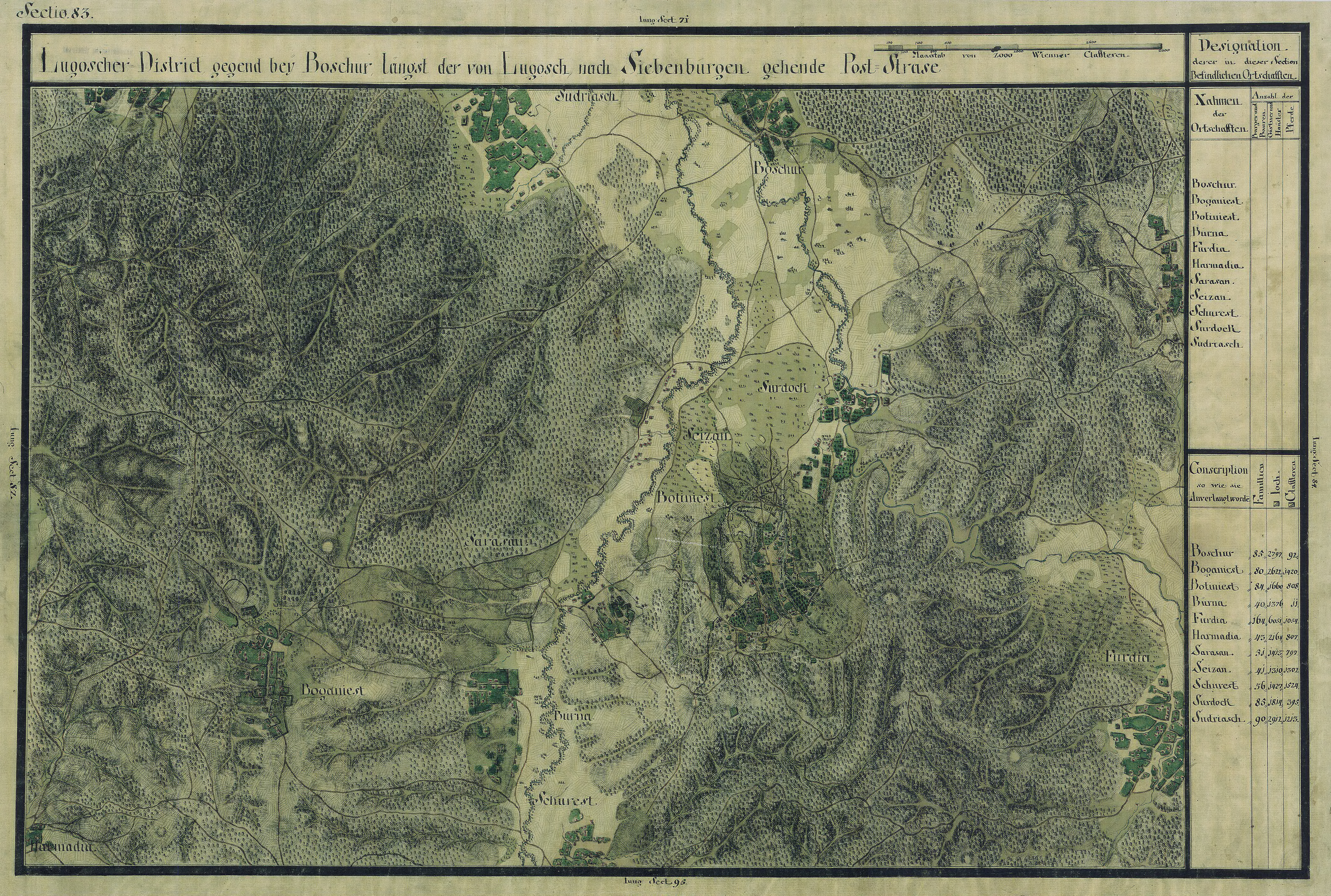
Sărăzani în Harta Iosefină a Banatului, 1769-72